# Petr Koukal (Badminton)
Petr Koukal (* 14. Dezember 1985 in Hořovice, damals Tschechoslowakei) ist ein tschechischer Badminton-Profi.
Er gewann 2004 die Lithuanian International im Mixed und die Cyprus International im Einzel sowie 2006 die Israel International, ebenfalls im Einzel. 2007 wurde er Tschechischer Meister im Herreneinzel und gewann die Iceland International.
Olympia 2008 nahm er am Herreneinzelwettbewerb teil. Er verlor in der ersten Runde gegen den Engländer Andrew Smith in drei Sätzen. 2009 gewann er die Czech International.
Koukal war von 2016 bis 2020 mit der Biathletin Gabriela Koukalová verheiratet.

## Weitere Erfolge
- 2002 – Slovak International: Mixed (Viertelfinale)
- 2003 – Slovenian International: Mixed (Viertelfinale)
- 2003 – Slovak International: Mixed (Viertelfinale)
- 2003 – Czech International: Mixed (Viertelfinale)
- 2003 – Sofiisk Imoti JSC Bulgarian International: Mixed (Halbfinale)
- 2004 – Victor Lithuanian International: Herreneinzel (Finale)
- 2005 – Hungarian International: Herreneinzel (Halbfinale)
- 2005 – Babolat Slovak International: Herreneinzel (Halbfinale)
- 2005 – Babolat Slovak International: Mixed (Halbfinale)
- 2006 – Le Volant d’Or de Toulouse: Herreneinzel (Finale)
- 2006 – Spanish International: Herreneinzel (Viertelfinale)
- 2006 – Austrian International: Herreneinzel (Viertelfinale)
- 2006 – Austrian International: Mixed (Viertelfinale)
- 2006 – Maldives International: Herreneinzel (Finale)
- 2007 – Bulgarien: Internationale Meisterschaften:  Herreneinzel (Halbfinale)